# Dan Černý
Dan Černý (ur. 27 kwietnia 1982 w Litomierzycach) – czeski twórca komiksów, ilustrator, animator, a także amatorski twórca filmów i muzyk.

## Życiorys
Studiował animację w Wyższej Szkole Filmowej w mieście Zlín. Wraz z Danielem Binkem założył gazetę Sorrel, w której pierwszy raz pojawiła się najsłynniejsza stworzona przez niego postać – Fanouš. Należał także do zespołu muzycznego The Tačud Band. Dla czasopisma Pevnost stworzył serię komiksów Matracman i Magion, do której jest autorem ilustracji. Jest autorem cyklu Tritonky, a także Tryskošnek oraz Kňour i Mník. Te komiksy publikował w piśmie Čtyřlístek. W 2020 został wraz z Jaroslavem Němečkem uznany za najbardziej zasłużonego artystę dla tej gazety.

## Twórczość
Komiksy
- 2012 Továrna zkázy, Novela Bohemica
- 2013 Tři úkoly pro Klytoru, Novela Bohemica
- 2013 Po záhadných stopách tajuplna, Novela Bohemica
- 2014 Jelita: ze života lůzrů, Paseka
- 2015 Tryskošnek (sebrané příběhy)[6]

Książki
- 2010 Pohádky Českého středohoří, PolArt
- 2012 Kejda, Epocha

Filmy
- Dotěrové
- 2008 Čundrák[7]